# Travanca (Amarante)
Travanca is een plaats (freguesia) in de Portugese gemeente Amarante en telt 2 502 inwoners (2001).